# Дарія Маркусь
Да́рія Маркусь (15 січня 1935, с. Незнанів, нині Шептицького району, Львівської області — 17 листопада 2008, Чикаго, США) — науковець-енциклопедист української діаспори у США, співредактор Енциклопедії української діяспори. Доктор наук (1976) з «Foundations of Education» в університеті Лойола в Чикаго.

## Життєпис
Народилася у селі Незнанів в родині Василя та Меланії Гасюків. Після її народження родина переїхала до міста Кам'янка-Бузька.
У 1945 року по закінченню другої світової війни родина Гасюків опинилася в таборі переселенців Д. П. у місті Міттенвальді, Баварія, Німеччина. Дарка відвідувала школу та була активною пластункою. У 1948 році разом з батьками виїхала до Канади. В Канаді одержала середню освіту, брала участь в українських організаціях, зокрема у «Пласті», працювала на фабриці.
Згодом закінчила Queens College Університету Торонто. Мала магістерські студії в Лювені (Бельгія). У Парижі зустріла студента міжнародного права Сорбонського університету — Василя Маркуся. У 1960 році вони взяли шлюб у катедрі святого Патрикія у Нью-Йорку. Молоде подружжя мешкало в Савт Бенд, Індіана. У 1962 році родина переїхала до Чикаго. Крім родинних, зокрема материнських обов'язків Дарка викладала у суботній школі українознавства святого Володимира у 1964—1965 роках. У 1966 році з трьома малятами родина виїхала до Риму на рік, де Василь був призначений до Римського Центру Університету Лойола. У цей час Дарія Маркусь вивчала італійську культуру та історію, підготувала та видала туристичний довідник про українців у Римі під назвою «Українськими слідами по Римі й Італії».
У 1976 році Дарка здобула ступінь доктора з «Foundations of Education» в Університеті Лойола в Чикаго. Читала лекції з історії філософії і підстави освіти в Університеті Де Поля, Північно-Східному державному університеті, Громадському коледжі Октон — Чикаго та в Університеті Індіани — Гаммонд, Індіана.
У 1989 році подружжя Маркусів Дарія і Василь виїхали на науковий обмін до Києва на три місяці. В цьому ж році вийшла книжка «Українці в Чикаго і Іллінойсі», редактором і упорядником якої була доктор Дарія Маркусь. У 1993 році Дарка прийняла посаду директора бюра IREX (англ. International Research & Exchanges Board) у Києві. Після повернення до Чикаго від 1995 р. Дарка була заступником головного редактора «Енциклопедії Української Діяспори» д-ра Василя Маркуся.
Дарія Маркусь — активний учасник українських жіночих організацій США. У 1963 році. вступила до 29-го Відділу СУА. У 1967 році була головою Відділу, у 1975-1976 роках — головою Округи СУА в Чикаго, у 1978-1981 роках культурно-освітньою референткою Головної Управи СУА.
Крім того, у 1990-х роках Дарія Маркусь працювала в Товаристві «РУХ». Зокрема, реалізовувала задум відкрити українське консульство в Чикаго. Вона — ініціаторка «Клубу 500», метою якого було заохотити 500 членів-прихильників, щоб пожертвували по 500 долярів. Незадовго українська громада зібрала 200 тисяч долярів, що допомогло відкриттю першого українського консуляту в Америці.

## Праці
- Українці в Чикаго і Іллінойсі / Дарія Маркусь (редактор). — Чикаго, 1989. — 395 с.